# Дроздов, Сергей Владимирович
Серге́й Влади́мирович Дроздо́в (4 июля 1968, Улан-Удэ — 18 мая 2022, Улан-Удэ) — российский врач-эндоскопист, Заслуженный врач Республики Бурятия, Заслуженный врач Российской Федерации, депутат Народного Хурала Бурятии V созыва (2013—2018), главный врач Бурятского республиканского госпиталя для ветеранов войн (2002—2015).

## Биография
Родился 4 июля 1968 года в городе Улан-Удэ, Бурятская АССР, РСФСР.
После учёбы в средней школе в 1987 году поступил в Алтайский государственный медицинский институт, которое окончил в 1993 году. Вернувшись на родину, прошёл интернатуру в эндоскопическом отделении Бурятской республиканской клинической больницы имени Семашко.
В 1994 году Дроздов был направлен работать врачом-эндоскопистом в Бурятский республиканский госпиталь для ветеранов войн, через год назначен заведующим диагностическим отделением. В ноябре 2002 года был назначен главным врачом госпиталя, на этой должности проработал 13 лет. Под его руководством госпиталь неоднократно отмечался на Всероссийских конкурсах на звание «Лучший госпиталь для ветеранов войн» и «Лучший по профессии».
В 2013 году Сергей Дроздов был избран депутатом Народного Хурала Бурятии пятого созыва по одномандатному избирательному округу № 21, был членом политической партии «Единая Россия». В 2015 году избран на должность заместителя председателя Комитета по бюджету, налогам и финансам Народного Хурала, где он трудился до завершения пятого созыва бурятского парламента. За время депутатской деятельности много сделал для развития социальной сферы Бурятии. Особое внимание уделял системе здравоохранения, финансированию важных социальных объектов.
Сергей Дроздов стоял у истоков создания Медицинской палаты Республики Бурятия, работал заместителем председателя с момента её образования. С 2009 по 2015 год был вице-президентом Ассоциации госпиталей России.
За большой вклад в развитии здравоохранения был удоен почётных званий «Заслуженный врач Республики Бурятия» и «Заслуженный врач Российской Федерации».
Скончался 18 мая 2022 года в Улан-Удэ.